# Universidade Federal do Vale do São Francisco
A Universidade Federal do Vale do São Francisco (Univasf) é uma instituição pública federal de ensino superior criada pela Lei nº 10.473/2002, de 27 de junho de 2002, vinculada ao Ministério da Educação. 
Com sede em Petrolina (PE), adota o modelo multicampi interestadual, com unidades nos municípios de Juazeiro (BA), Senhor do Bonfim (BA), Paulo Afonso (BA), São Raimundo Nonato (PI) e Salgueiro (PE). Desde sua criação, a Univasf foi concebida para promover o desenvolvimento do semiárido nordestino e se destaca por sua estrutura integrada entre diferentes estados — arranjo semelhante ao adotado pela Universidade da Integração Internacional da Lusofonia Afro-Brasileira (Unilab) e pela Universidade Federal da Fronteira Sul (UFFS).
No IGC de 2023, a Univasf obteve conceito 4, e três de seus cursos — Enfermagem, Engenharia Civil e Engenharia Mecânica — atingiram nota 5 no Enade do mesmo ano.

## História

### Concepção e criação legal (1980–2002)
A concepção da Universidade Federal do Vale do São Francisco (Univasf) remonta às décadas finais do século XX, quando lideranças políticas e setores da sociedade civil do Vale do São Francisco passaram a defender a interiorização do ensino superior federal no semiárido nordestino. Entre os principais articuladores do projeto estiveram os deputados federais Osvaldo Coelho (PE) e Jorge Khoury (BA), que atuaram junto ao Governo Federal para concretizar a proposta. Após articulação no Congresso, o então presidente Fernando Henrique Cardoso sancionou, em 27 de junho de 2002, a Lei nº 10.473, que criou a Fundação Universidade Federal do Vale do São Francisco, com sede em Petrolina (PE) e atuação nos estados de Pernambuco, Bahia e Piauí.

### Implantação inicial (2002–2004)
A instalação da Univasf foi coordenada pela Universidade Federal do Espírito Santo (UFES), nomeada como instituição tutora pelo Decreto nº 4.465/2002, cabendo-lhe a responsabilidade de executar os procedimentos administrativos iniciais. O reitor da UFES, José Weber Freire Macedo, atuou como gestor-geral da nova universidade. A formalização jurídica da Univasf ocorreu com seu registro cartorial e inscrição no CNPJ em 26 de dezembro de 2002. Em 2003, foram criados os 11 primeiros cursos de graduação e, no ano seguinte, realizou-se o primeiro concurso para docentes efetivos.
Em setembro de 2004, foi realizado o primeiro vestibular da Univasf, com 11.789 candidatos disputando 530 vagas nos cursos iniciais. As atividades acadêmicas tiveram início oficial em 18 de outubro de 2004, em solenidade com aula magna realizada no Teatro do Sesc de Petrolina. As aulas ocorreram, inicialmente, em instalações provisórias: o campus de Petrolina funcionou no então CEFET-Petrolina, o de Juazeiro na antiga FACJU, e o de São Raimundo Nonato nas dependências da Fundação Museu do Homem Americano (FUMDHAM), junto ao Parque Nacional da Serra da Capivara.

### Expansão e consolidação (2005–2012)
A partir de 2005, a universidade passou a construir seus campi definitivos. O terreno do campus sede em Petrolina foi doado pelo Governo Federal (antigo aeroporto), e os terrenos de Juazeiro e São Raimundo Nonato foram adquiridos por meio de parcerias com a Codevasf e a FUMDHAM, respectivamente. Os três campi fundadores – Petrolina, Juazeiro e Serra da Capivara – foram inaugurados oficialmente em 2008. No mesmo ano, foi criado o Centro de Conservação e Manejo de Fauna da Caatinga (Cemafauna) e implantado o Programa Reuni, instituído pelo Decreto nº 6.096/2007.
Ainda nessa fase, foi criado o campus Ciências Agrárias, na zona rural de Petrolina, e o campus Senhor do Bonfim, na Bahia, com início das aulas em 2009, em sede provisória. Em 2010, a Univasf inaugurou o hospital veterinário universitário e o prédio da Reitoria. Em 2012, o Conselho Universitário (Conuni) aprovou a implantação do campus Paulo Afonso (BA), destinado ao segundo curso de Medicina da instituição. As aulas começaram em setembro de 2014.

### Interiorização e novos campi (2013–2019)
Em 2013, o Hospital de Urgência e Emergência de Petrolina foi incorporado à Univasf como seu hospital universitário, atualmente administrado pela Empresa Brasileira de Serviços Hospitalares (EBSERH). Em 2017, foi aprovada pelo Conuni a criação do campus Salgueiro (PE), com autorização formal do MEC em agosto do mesmo ano. As atividades acadêmicas no novo campus começaram em 2019. Também nesse período, a Univasf criou seus dois primeiros cursos de doutorado: em Ciência dos Materiais e Ciências Veterinárias no Semiárido.

### Atualidade e impacto regional
Em 2024, a Univasf alcançou a marca de sete campi distribuídos em três estados e passou a ofertar mais de 40 cursos de graduação, 21 mestrados, 5 doutorados e 6 especializações. A universidade atende a mais de 8 mil estudantes e realiza centenas de ações de extensão, com destaque para o espaço Plural, o Centro de Estudos em Psicologia (CEPPSI), o Núcleo de Ecologia e Monitoramento Ambiental (Nema), e projetos de agroecologia e monitoramento da Caatinga. A política de internacionalização e a oferta de educação a distância também foram ampliadas, com polos que atendem mais de 2 mil alunos.

## Ensino
A Univasf oferece cursos distribuídos em três modalidades: graduação, pós‑graduação (lato e stricto sensu) e educação a distância (EaD). A oferta visa atender ao desenvolvimento regional e às demandas do semiárido nordestino.

### Graduação e Pós‑graduação por campus
| Campus                   | Localização                  | Graduação | Pós-graduação |
| ------------------------ | ---------------------------- | --- | --- |
| Petrolina (Sede)         | Petrolina (PE)               | Administração, Educação Física, Enfermagem, Farmácia, Medicina, Psicologia | Ciências da Saúde e Biológicas, Educação Física, Biociências, Psicologia, Dinâmicas de Desenvolvimento do Semiárido, Saúde da Família; residência uniprofissional e multiprofissional em urgência, anestesiologia, clínica médica, cardiologia e medicina paliativa. |
| Campus Ciências Agrárias | Zona rural de Petrolina (PE) | Ciências Biológicas, Engenharia Agronômica, Medicina Veterinária, Zootecnia | Agronomia – Produção Vegetal, Ciência Animal, Ciências Veterinárias no Semiárido |
| Juazeiro                 | Juazeiro (BA)                | Artes Visuais (bacharelado e licenciatura), Ciências Sociais (bacharelado e licenciatura), Engenharia Agrícola e Ambiental, Engenharia Civil, Engenharia da Computação, Engenharia de Produção, Engenharia Elétrica, Engenharia Mecânica | Ciência dos Materiais, Engenharia Agrícola, Política, Cultura e Ambiente; mestrados profissionais em Ensino de Física, Matemática, Propriedade Intelectual, Sociologia, Administração Pública, Extensão Rural e Agroecologia                                         |
| Serra da Capivara        | São Raimundo Nonato (PI)     | Antropologia, Arqueologia e Preservação Patrimonial, Ciências da Natureza, Química, Gestão Ambiental | Arqueologia, Educação Inclusiva, Política, Cultura e Ambiente, Ensino das Ciências |
| Senhor do Bonfim         | Senhor do Bonfim (BA)        | Ciências da Natureza, Ecologia, Geografia, Geologia, História | Ensino |
| Paulo Afonso             | Paulo Afonso (BA)            | Medicina | — |
| Salgueiro                | Salgueiro (PE)               | Ciência da Computação, Engenharia de Produção | — |

### Educação a Distância (EaD) – via SEaD
| Graduação | Pós-graduação |
| --- | --- |
| Administração Pública, Ciências Biológicas, Pedagogia, Educação Física, Letras – Libras, Tecnólogo em Análise e Desenvolvimento de Sistemas Web | Especializações em Desenvolvimento Infantil, Educação Ambiental, Educação e Tecnologias, Ensino de Química e Biologia, Gestão em Saúde, Gestão Pública (inclusive Municipal), Tecnologias Educacionais e Libras |

### Total geral
A universidade oferta 33 cursos de graduação presenciais, 7 cursos de graduação EaD, 21 programas de mestrado, 5 de doutorado e mais de uma dezena de especializações.

### Formas de ingresso
O ingresso regular nos cursos de graduação ocorre exclusivamente por meio do Sistema de Seleção Unificada (Sisu), com base nas notas do Enem.
Desde 2013, a universidade adota integralmente a Lei nº 12.711, de 29 de agosto de 2012, que reserva 50% de suas vagas para estudantes oriundos de escolas públicas, considerando critérios de renda e autodeclaração étnico-racial.

### Cotas e ações afirmativas
As percentagens de reservas de vagas destinadas a Pretos, Pardos e Indígenas (PPI), Quilombolas e Pessoas com Deficiência (PcD), conforme determina a Lei nº 12.711/2012, são definidas com base nos dados do Censo Demográfico do IBGE. A universidade também contempla candidatos quilombolas em processos seletivos específicos.  
A Univasf desenvolve ações de permanência estudantil, como bolsas, assistência à moradia, alimentação e apoio psicossocial, coordenadas pela Pró-Reitoria de Assistência Estudantil (Proae). De acordo com seu Plano de Desenvolvimento Institucional, essas ações são consideradas estruturantes da identidade da universidade.

## Periódicos científicos
A UNIVASF editora os seguintes periódicos científicos:
- Extramuros - Revista de Extensão da UNIVASF[29];
- Thoreauvia;
- Dramaturgia em foco;
- REVASF.